# Lotten-von-Kræmer-Preis
Der Lotten-von-Kræmer-Preis (Original: Lotten von Kræmers pris) ist ein schwedischer Literaturpreis. Der der Philanthropin und Schriftstellerin Lotten von Kræmer gewidmete Preis für Essays wurde 1984 gestiftet und wird jährlich von dem Samfundet De Nio verliehen, wobei er seit 2017 mit 200.000 Kronen dotiert ist.

## Preisträger
- 1984: Erik Hjalmar Linder
- 1985: Erik Mesterton
- 1986: Harry Järv
- 1987: Bengt Holmqvist
- 1988: Ulf Linde
- 1989: Sven Stolpe
- 1990: Per Erik Wahlund
- 1991: Eva Adolfsson
- 1992: Torsten Ekbom
- 1993: Jan Olov Ullén
- 1994: Ying Toijer-Nilsson
- 1995: Olof Lagercrantz
- 1996: Staffan Söderblom
- 1997: Ronny Ambjörnsson
- 1998: Göran Rosenberg
- 1999: Sven Lindqvist
- 2000: Peter Englund
- 2001: Karin Johannisson
- 2002: Birgitta Holm
- 2003: Sigrid Kahle[1]
- 2004: Ebba Witt-Brattström[1]
- 2005: Sven-Eric Liedman[1]
- 2006: Cecilia Lindqvist[1]
- 2007: Carina Burman, Carl-Henning Wijkmark[1]
- 2008: Carl-Göran Ekerwald, Gunnar Fredriksson[1]
- 2009: Elisabeth Mansén[1]
- 2010: Peter Handberg[2][1]
- 2011: Beata Arnborg[1]
- 2012: Ingrid Elam[1]
- 2013: Anna Williams[1]
- 2014: Åsa Moberg, Ingeborg Nordin Hennel
- 2015: Håkan Håkansson, Lena Kåreland
- 2016: Kristoffer Leandoer
- 2017: Görel Cavalli-Björkman
- 2018: Per Wirtén
- 2019: Anna-Karin Palm und Anna Nordlund
- 2020: Ulrika Knutson
- 2021: Heléne Lööw und Magnus Västerbro
- 2022: Elisabeth Åsbrink
- 2023: Ingrid Carlberg und Magdalena Gram
- 2024: Eva Ekselius und Simon Sorgenfrei